# Liivi Kollane Munaploom
Liivi Kollane Munaploom es una variedad cultivar de ciruelo (Prunus domestica), de las denominadas ciruelas europeas.
Una variedad de ciruela de la que se desconoce el origen exacto de procedencia.
Las frutas de tamaño mediano de forma ovoide, su epidermis con un color principal verde, que se cubre de amarillo en la mayor parte de la superficie del fruto, y pulpa de color amarillo blanquecino o verdoso, agridulce, sabrosa buena.

## Sinonimia
- "Ciruela huevo amarilla de Livonia".

## Historia
'Liivi Kollane Munaploom' variedad de ciruela europea que se desconoce su origen exacto de procedencia, pues se ubica en el área de Livonia.
Variedad descrita por: Pomología de Estonia, 1970; Kask, 1984, 1992; A. y E. Jaama, 1990. Para el nombre de la variedad, se ha utilizado la ortografía de los nombres de las variedades según las normas del idioma estonio.

## Características
'Liivi Kollane Munaploom' es un árbol de porte erguido, con copa piramidal ancha, buena resistencia al invierno. Autoestéril. Productivo sólo si hay un polinizador adecuado con madurez tardía ('Märjamaa', 'Kihelkonna', 'Noarootsi Punane', o 'kreegipuu'). Flor blanca, que tiene un tiempo de floración que comienza a partir del 13 de abril con el 10% de floración, para el 17 de abril tiene una floración completa (80%), y para el 29 de abril tiene un 90% de caída de pétalos.
'Liivi Kollane Munaploom' tiene una talla de tamaño medio, ovoide, a menudo con cuello, su epidermis con un color principal verdoso, que se cubre de amarillo en la mayor parte de la superficie del fruto, recubierta de pruina, muy fina; sutura con línea poco visible, de color algo más oscuro que el fruto; pedúnculo de longitud mediano, fuerte, con una longitud promedio de 11.05 mm; pulpa de color amarillo blanquecino o verdoso, agridulce, sabrosa buena.
Hueso no adherente, mediano, alargado, asimétrico, con el surco dorsal muy ancho, zona ventral poco sobresaliente, superficie rugosa.
Su tiempo de recogida de cosecha se inicia en su maduración media o tardía..

## Usos
Son buenas como ciruelas frescas de postre en mesa, también apto para hacer compota.